# Zumtobel Group
Zumtobel Group AG er en østrigsk belysningsvirksomhed med hovedkvarter i Dornbirn. Zumtobel er engageret i udvikling, produktion og salg af lyskilder, lysrør, lysopsætning og komponenter til belysningsindustrien. Zumtobel driver 10 fabrikker i henholdsvis Europa, Kina og USA, mens der er salgsafdelinger i 90 lande. Omsætningen var i 2020 på 1,045 mia. euro og der var 5.813 ansatte. Zumtobel Group er børsnoteret på Wiener Börse, hvor virksomhedens største aktionær er Zumtobel-familien, som ejer 37 %.

## Historie
Virksomheden blev etableret 1. januar 1950, hvor tre virksomheder blev sammenlagt til Elektrogeräte und Kunstharzpresswerk W. Zumtobel KG. I begyndelsen blev produceret elektrisk ballast til lysstofrør. I 1952 begyndte virksomheden en komplet produktion af lysstofrør.